# Журавлёв, Владимир Константинович (лингвист)
Влади́мир Константи́нович Журавлёв (3 июля 1922 — 12 февраля 2010) — советский и российский лингвист-славист. Специалист по фонологии, компаративистике, истории славянских языков и славянских народов, истории языкознания, социолингвистике и лингводидактике.
Доктор филологических наук (1965), профессор общего и славянского языкознания; член-корреспондент Международной славянской академии наук, образования, искусств и культуры, иностранный член Болгарского филологического общества. Ведущий научный сотрудник Института языкознания РАН.
Участник Великой Отечественной войны: принимал участие в обороне Москвы, Тулы, Сталинграда, Курской битве, боях за освобождение Белграда, взятие Будапешта и Вены.

## Биография
Родился 3 июля 1922 года в Москве. Отец — Журавлев Константин Николаевич (1894—1964), уроженец Москвы, участник Гражданской войны (1-я Конная армия), мать — Журавлева Ирина Ивановна (1902—1974), уроженка дер. Клоково Вяземского р-на Смоленской области.
В 1930 году поступил в школу № 57 СОНО (впоследствии — средняя школа № 610), которую окончил в 1940 с аттестатом отличника. Учителя предсказывали В. К. Журавлеву научную карьеру. Любимым предметом была математика.
В 1940 году призван в Красную Армию, был зачислен в 16-й Истребительный Авиационный полк (Забайкальский военный округ). Был командирован в школу младших авиаспециалистов (ШМАС), где изучал связь и телеграфию. В конце мая 1941 года отозван в полк. 18 июня 1941 16-й Истребительный Авиационный полк был отправлен в прифронтовую полосу на Юго-Западном направлении и уже 3 июля принял участие в боевых действиях. С октября 1941 — в составе батальона связи 59-го Района Авиабазирования (РАБ), участвовавшего в обороне Москвы. 3 июля 1942 переброшен под Сталинград, участвовал в Сталинградской битве. С марта 1943 — в составе 63-й Отдельной роты ЗОС при 17-й Воздушной армии, начальник радиостанции. В этом подразделении служил до демобилизации, приняв участие в Курско-Орловской битве, Ясско-Кишиневской операции, освобождении Румынии (Бухарестско-Арадская операция), Болгарии, Югославии (освобождение Белграда), Венгрии (битва за Будапешт) и Австрии (Венская операция). Встретил Победу под Веной.
В марте 1947 демобилизован с территории Болгарии.
Во время войны изучил языки и диалекты территорий, по которым проходила его часть. После демобилизации (1947) поступил на славянское отделение филологического факультета МГУ (окончил в 1952).
За дипломную работу по болгарской диалектологии «История ташбунарского говора» был удостоен Ломоносовской премии.
По рекомендации кафедры славянского языкознания (проф. С. Б. Бернштейн) поступил в аспирантуру (1952), которую окончил в 1955. В этом же году приступил к преподавательской деятельности на кафедре русского языка.
Кандидат филологических наук (1957, тема диссертации: «Говор села Криничное»); доктор филологических наук (1965, тема диссертации: «Генезис группового сингармонизма в праславянском языке»). Профессор общего и славянского языкознания (1968).
В 1955—1959 — преподаватель кафедры русского языка МГУ им. М. В. Ломоносова.
В 1959—1961 — доцент кафедры русского языка Житомирского государственного педагогического института им. И. Франко.
В 1961—1966 — старший научный сотрудник Института языкознания АН БССР им. Я. Коласа.
В 1966—1970 — заведующий кафедрой общего и славянского языкознания Донецкого государственного университета.
В 1970—1974 — в НИИ национальных школ Министерства просвещения РСФСР: старший научный сотрудник (с 1970), заведующий сектором методики преподавания русского языка в национальной школе (с 1972).
С 1974 — в Институте языкознания АН СССР: старший научный сотрудник сектора социальной лингвистики (с 1974), ведущий научный сотрудник лаборатории социолингвистических исследований (с 1986), ведущий научный сотрудник лаборатории лингвистической компаративистики (с 1989).
С 1970 до конца 1980-х гг. читал лекции для слушателей Факультета повышения квалификации МГПИ им. В. И. Ленина.
Приобрел международную известность после V Международного съезда славистов (София, 1963), на котором выступил с докладом «Развитие группового сингармонизма в праславянском языке». Был в дружеских отношениях и вел переписку с Р. Якобсоном, А. Мартине, Е. Куриловичем, И. Хаммом, Э. Станкевичем, Х. Бирнбаумом, В. Шмальстигом, В. Мажюлисом, Ю. Шевелевым, А. Исаченко и другими учеными. В разное время был членом международных комиссий по фонологии, славянской социолингвистике, истории народов Центральной и Восточной Европы, а также членом экспертного совета по дополнительному образованию при Министерстве образования РФ, научных советов по русскому языку и развитию образования в России при РАН. Организатор и участник многих международных конференций и объединений.
В 1990-х гг. преподавал церковнославянский язык и спецкурс «Мы — славяне» в Лицее духовной культуры во имя прп. Серафима Саровского (Москва).
Был женат, имел четырёх сыновей. Супруга — Татьяна Александровна Журавлева, филолог-русист, преподаватель Православного Свято-Тихоновского гуманитарного университета (ПСТГУ).
Умер 12 февраля 2010. Похоронен в Москве на Ваганьковском кладбище.

## Научные достижения
Сформулировал теорию группофонем, позволившую впервые в науке реконструировать историю фонологической системы праславянского языка как цепь взаимосвязанных и взаимообусловленных явлений и процессов. Создатель целостной концепции диахронической лингвистики.

## Ученики и последователи
- Беляев Дмитрий Дмитриевич — доктор филологических наук, профессор кафедры дисциплин и методик начального образования Тульского государственного педагогического университета им. Л. Н. Толстого (г. Тула). В 1980 г. под руководством В. К. Журавлева защитил кандидатскую диссертацию «Конвергентно-дивергентные процессы в фонологических изменениях (на материале истории задненёбных в праславянском языке)», в которой были разработаны принципы и специальный аппарат динамического моделирования фонетических изменений. В 1999 г. защитил докторскую диссертацию «Фонологические кризисы как источник языковой эволюции (на материале истории праславянского языка)».
- Бурмистрович Юрий Яковлевич — доктор филологических наук, профессор кафедры русского языка и методики его преподавания Хакасского государственного университета им. Н. Ф. Катанова (г. Абакан). В 1978 г. прослушал курс лекций В. К. Журавлёва на Факультете повышения квалификации МГПИ им. В. И. Ленина. Научные идеи В. К. Журавлёва получили дальнейшую разработку в докторской диссертации Ю. Я. Бурмистровича «Предыстория и история фонематической системы русского языка» (2001), в его монографии «Историческая фонемология последовательного ряда или цепи славянских языков, связанных отношениями 'предок-потомок', от праиндоевропейского в лице его протославянского диалекта до русского» (2001) и в его учебном пособии для филологов вузов «Теория группофонем В. К. Журавлёва» (2007).
- Соколянский Александр Анатольевич — доктор филологических наук, профессор кафедры русской филологии и журналистики Северо-Восточного государственного университета (г. Магадан), председатель общественной организации «Центр славянской письменности и культуры Магаданской области». В 1986 г. под руководством В. К. Журавлева защитил кандидатскую диссертацию «Развитие произносительных вариантов окончаний имен прилагательных в русском языке XVII — первой половины XIX вв.», посвященную проблемам истории русской орфоэпии. Автор целого ряда учебных пособий: «Основные этапы истории языкознания» (Магадан, 1996), «Наука об истории русского литературного языка: становление, итоги, перспективы» (Магадан, 1998), «Фонологические школы» (Магадан, 1999), «Введение в славянскую филологию» (Магадан, 2001; М., 2004, 2013), «История русской фонетической мысли: с древнейших времен до XIX века» (Магадан, 2012). Автор монографий «Модель многоуровневой фонологии русского языка» (Магадан, 2010), «Фонологические заметки» (Магадан, 2015). В 2011 году защитил докторскую диссертацию «Модель многоуровневой фонологии русского языка», в которой развил идеи своих учителей — Владимира Константиновича Журавлева и Михаила Викторовича Панова.
- Макаревич Майя Ивановна — кандидат филологических наук, доцент Тамбовского государственного университета им. Г. Р. Державина (г. Тамбов). В 1970-е гг. прослушала курс лекций В. К. Журавлева на Факультете повышения квалификации МГПИ им. В. И. Ленина.
- Осетров Игорь Германович — кандидат филологических наук, доцент (Мичуринский государственный педагогический институт — до 1987 г.; Ульяновский государственный педагогический университет). Дважды (1981 и 1991) был участником семинаров В. К. Журавлева на ФПК при МГПИ.

## Труды
Автор около 500 научных работ, изданных на русском, белорусском, украинском, литовском, польском, немецком, японском и других языках, в том числе:
- «Григорий Андреевич Ильинский»
  - М.: Издательство Московского университета, 1962. — 78 с.
- «Внешние и внутренние факторы языковой эволюции»
  - М.: Наука, 1982. — 328 с.
  - М.: Едиториал УРСС, 2004. — 2-е издание, дополненное. — 336 с. — ISBN 5-354-00767-4
- «Диахроническая фонология»
  - М.: Наука, 1986.
  - М.: Едиториал УРСС, 2004. — 2-е издание, исправленное и дополненное. — 264 с. — ISBN 5-354-00766-6
- «Диахроническая морфология»
  - М.: Наука, 1991. — 208 с. — ISBN 5-02-011078-7
  - М.: Едиториал УРСС, 2004.
- «Язык — языкознание — языковеды»
  - М.: Наука, 1991. — 208 с. — (Литературоведение и языкознание) — 3700 экз. — ISBN 5-02-011042-6
  - Tokyo, 1998 (на японском языке).
  - М.: Едиториал УРСС, 2004. — 2-е издание, стереотипное. — 208 с. — ISBN 5-354-00785-2
  - М.: КомКнига, 2010. — 3-е издание под заглавием «Занимательные диалоги о языкознании». — 208 с. — ISBN 978-5-484-01178-0
- «Русский язык и русский характер» — М., 2002.
- «Рассказы о русской святости» — М.: АОЗТ «Просветитель», 2004.
- «Очерки по славянской компаративистике» / Сборник — М.: КомКнига", 2005. — 192 с. — (Лингвистическое наследие XX века) — ISBN 5-484-00014-9
- «Теория группофонем: Развитие группового сингармонизма в праславянском языке» — М.: Издательство ЛКИ, 2007. — 128 с. — ISBN 978-5-382-00238-5

## Награды
- Медаль «За оборону Сталинграда»
- Медаль «За взятие Вены»
- Медаль «За победу над Германией»
- Юбилейная медаль «Тридцать лет Победы в Великой Отечественной войне 1941—1945 гг.»
- Юбилейная медаль «Сорок лет Победы в Великой Отечественной войне 1941—1945 гг.»
- Юбилейная медаль «50 лет Победы в Великой Отечественной войне 1941—1945 гг.»
- Медаль «В память 850-летия Москвы»
- Юбилейная медаль «60 лет Вооружённых Сил СССР»
- Юбилейная медаль «70 лет Вооружённых Сил СССР»
- Медаль Жукова
- Медаль «Ветеран труда»
- Орден Отечественной войны II степени (кавалер двух орденов)
- Орден святого благоверного князя Даниила Московского III степени